# Loris malabaricus
Loris malabaricus is een zoogdier uit de familie van de loriachtigen (Lorisidae). De wetenschappelijke naam van de soort werd voor het eerst geldig gepubliceerd door Robert Charles Wroughton in 1917.

## Taxonomie
Tot 2023 werd de soort als een ondersoort van de grijze slanke lori (Loris lydekkerianus) gerekend, maar uit een genetische studie bleek het een aparte soort te zijn.

## Voorkomen
De soort komt voor in het zuidwesten van India, langs de kust van de regio Malabar en in de bossen van de West-Ghats.